# Úhoř dvoubarevný
Úhoř dvoubarevný (Anguilla bicolor) je dravá ryba z čeledi úhořovití, její populace je rozdělena do dvou poddruhů. Živí se malými rybkami. Dožívá se věku 20 let a dosahuje délky až 123 cm, obvykle však jen kolem 65 cm. Žije hlavně v Indickém oceáně, vyskytuje se ve vodách Zambie, Zimbabwe, Madagaskaru, Srí Lanky, Indie, Číny, Thajska, Mianmaru, Japonska, Filipín, Papui Nové Guiney a severní Austrálie (Kimberley a okolí).